# Rock 'n' Roll Circus
Rock 'n' Roll Circus este cel de-al unsprezecelea album de studio al cântăreței japoneze Ayumi Hamasaki lansat de casa de discuri Avex Trax pe 14 aprilie 2010 în Japonia. Acesta a fost lansat în trei ediții : CD, CD+DVD și un set special care conține CDul, DVDul, concertul Ayumi Hamasaki Arena Tour 2009 A : Next Level, o cană, pliculețe cu ceai negru și un album cu poze. Albumul a fost premiat cu Discul de Platină de către RIAJ pentru vânzări de peste 250,000 de exemplare.
Potrivit Oricon, Rock'n'Roll Circus este al 21-lea cel mai bine vândut album japonez pe anul 2010.

## Concept și titlu
În ediția din Mai 2010 a revistei japoneze Bea's Up, Hamasaki vorbește despre "Rock 'n' Roll Circus" dezvăluind misterul din spatele titlului sofisticat și descriind conceptul utilizat:
"Motivul pentru care am ales să înregistrez majoritatea melodiilor în Londra s-a datorat dorinței mele de a crea un album într-un mediu închis, într-un loc unde razele soarelui nu ar putea să patrundă. De data aceasta, am ales cântece după 'asemănarea' mea. Acestea nu sunt deloc liberale și nici multilaterale. Cântecele mele din trecut erau create în asa fel încat ascultatorul să se poată oglindi în ele, dar de data aceasta, ele vin sub forma unor strigate și rugi din strafundul propriei mele persoane. Prin această imagine, m-am apropiat foarte mult de starea în care mă aflam atunci când am debutat. Melodiile create în America au acel aer libertin, acesta fiind și motivul pentru care am ales Londra de data aceasta."
În legătură cu titlul, Hamasaki consideră că termenul "rock" nu se explică ca fiind doar un gen muzical ci și o adevarată stare de spirit:
"Stil tradițional japonez, etnic, european..Din toate aceste influențe amestecate rezultă un mix/circ. Și atunci cand mă apuc de cântat, acesta devine rock. Rock este un gen foarte vast și poate include diferite tipuri de cântece, dar în momentul în care încep să cânt..totul devine rock. De exemplu, chiar daca mă imbrac într-un stil feminin și cânt o baladă, rockul tot rock va rămâne. Și pentru că există rock în sufletul meu, acesta îsi va pune amprenta în toată activitatea mea. Titlul noului album este “Rock’n'Roll Circus” și reflecta un amalgam de lucruri: ceva interesant, înfricosator, trist, ciudat și multe alte lucruri amestecate. Aceasta este viziunea mea asupra -Rock & Rollului-."

## Lista cu melodii
Toate versurile sunt scrise de Ayumi Hamasaki. 
| CD (CD, CD+DVD, set special CD+4DVD) |                                     |                |             |         |  |
| Nr.                                  | Titlu                               | Muzică         | Aranjamente | Lungime |  |
| 1.                                   | „The Introduction”                  | CMJK           | CMJK        | 1:39    |  |
| 2.                                   | „Microphone”                        | Yuta Nakano    | Yuta Nakano | 4:23    |  |
| 3.                                   | „Count Down”                        | Tetsuya Yukumi | CMJK        | 4:34    |  |
| 4.                                   | „Sunset (Love Is All)”              | Hana Nishimura | Yuta Nakano | 5:46    |  |
| 5.                                   | „Ballad”                            | D.A.I          | Yuta Nakano | 5:20    |  |
| 6.                                   | „Last Links”                        | Tetsuya Yukumi | CMJK        | 3:56    |  |
| 7.                                   | „Montage”                           | Yuta Nakano    | Yuta Nakano | 1:40    |  |
| 8.                                   | „Don't Look Back”                   | Yuta Nakano    | CMJK        | 4:07    |  |
| 9.                                   | „Jump!”                             | CMJK           | CMJK        | 1:36    |  |
| 10.                                  | „Lady Dynamite”                     | Kazuhiro Hara  | CMJK        | 4:17    |  |
| 11.                                  | „Sexy Little Things”                | Yuta Nakano    | Yuta Nakano | 3:58    |  |
| 12.                                  | „Sunrise (Love Is All)”             | Hana Nishimura | CMJK        | 4:46    |  |
| 13.                                  | „Meaning of Love”                   | Tetsuya Yukumi | HIKARI      | 5:20    |  |
| 14.                                  | „You Were...”                       | Kazuhiro Hara  | HΛL         | 4:48    |  |
| 15.                                  | „Red Line (for TA)” (Album Version) | Tetsuya Yukumi | Yuta Nakano | 5:46    |  |

| Melodie bonus |                                                      |         |  |
| Nr.           | Titlu                                                | Lungime |  |
| 16.           | „Moon” (Disponibil pentru membrii siteului Team Ayu) | 5:47    |  |

| DVD (CD+DVD, set special CD+4DVD) |                                                                             |                               |         |  |
| Nr.                               | Titlu                                                                       | Regizor                       | Lungime |  |
| 1.                                | „Sunrise: Love is All” (videoclip)                                          | Wataru Takeishi               | 4:51    |  |
| 2.                                | „Sunset: Love is All” (videoclip)                                           | Wataru Takeishi               | 5:44    |  |
| 3.                                | „You Were...” (videoclip)                                                   | Masashi Muto                  | 5:11    |  |
| 4.                                | „Ballad” (videoclip)                                                        | Takahide Ishii                | 5:48    |  |
| 5.                                | „Sexy Little Things” (videoclip)                                            | Masashi Muto                  | 4:23    |  |
| 6.                                | „Microphone” (videoclip)                                                    | Masashi Muto                  | 4:27    |  |
| 7.                                | „Don't Look Back” (videoclip)                                               | Hideaki Sunaga                | 4:10    |  |
| 8.                                | „Lady Dynamite” (videoclip)                                                 | Kazuyoshi Shimomura           | 4:17    |  |
| 9.                                | „Sunrise: Love is All” (Secvențe de la filmările videoclipului)             | Keisuke Onodera, Jin Koyanagi | 4:43    |  |
| 10.                               | „Sunset: Love is All” (Secvențe de la filmările videoclipului)              | Keisuke Onodera, Jin Koyanagi | 3:07    |  |
| 11.                               | „You Were...” (Secvențe de la filmările videoclipului)                      | Keisuke Onodera, Jin Koyanagi | 3:03    |  |
| 12.                               | „Ballad” (Secvențe de la filmările videoclipului)                           | Keisuke Onodera, Jin Koyanagi | 3:13    |  |
| 13.                               | „Sexy Little Things” (Secvențe de la filmările videoclipului)               | Keisuke Onodera, Jin Koyanagi | 2:56    |  |
| 14.                               | „Microphone” (Secvențe de la filmările videoclipului)                       | Keisuke Onodera, Jin Koyanagi | 2:57    |  |
| 15.                               | „Don't Look Back” (Secvențe de la filmările videoclipului)                  | Keisuke Onodera, Jin Koyanagi | 3:03    |  |
| 16.                               | „Lady Dynamite” (Secvențe de la filmările videoclipului)                    | Keisuke Onodera, Jin Koyanagi | 3:08    |  |
| 17.                               | „Secvențe din turneul "Ayumi Hamasaki Arena Tour 2009: Next Level"” (bonus) |                               | 5:36    |  |

| DVD2: Ayumi Hamasaki Arena Tour 2009: Next Level (set special CD+4DVD) |                        |         |  |
| Nr.                                                                    | Titlu                  | Lungime |  |
| 1.                                                                     | „Pieces of Seven”      |         |  |
| 2.                                                                     | „Rule”                 |         |  |
| 3.                                                                     | „Unite!”               |         |  |
| 4.                                                                     | „Disco-munication”     |         |  |
| 5.                                                                     | „Energize”             |         |  |
| 6.                                                                     | „Sunrise: Love is All” |         |  |
| 7.                                                                     | „Load of the Shugyo”   |         |  |
| 8.                                                                     | „Love ‘n’ Hate”        |         |  |
| 9.                                                                     | „Identity”             |         |  |
| 10.                                                                    | „In the Corner”        |         |  |
| 11.                                                                    | „Hope or Pain”         |         |  |
| 12.                                                                    | „Green”                |         |  |
| 13.                                                                    | „Days”                 |         |  |
| 14.                                                                    | „Evolution”            |         |  |
| 15.                                                                    | „Signal”               |         |  |
| 16.                                                                    | „Rollin’”              |         |  |
| 17.                                                                    | „Sparkle”              |         |  |
| 18.                                                                    | „Bridge to the Sky”    |         |  |
| 19.                                                                    | „Next Level”           |         |  |

| DVD3: Ayumi Hamasaki Arena Tour 2009: Next Level (set special CD+4DVD) |                       |         |  |
| Nr.                                                                    | Titlu                 | Lungime |  |
| 20.                                                                    | „Curtain Call”        |         |  |
| 21.                                                                    | „Sunset: Love is All” |         |  |
| 22.                                                                    | „Everywhere Nowhere”  |         |  |
| 23.                                                                    | „Humming 7/4”         |         |  |
| 24.                                                                    | „Boys & Girls”        |         |  |
| 25.                                                                    | „My All”              |         |  |

| Nr. | Titlu | Lungime |  |

## Lansare
| Regiune       | Dată            | Format                                                          | Număr        |
| ------------- | --------------- | --------------------------------------------------------------- | ------------ |
| Japonia       | 14 aprilie 2010 | CD+DVD - Presa inițială in ediție limitată: ALBUM CU POZE (36P) | AVCD-38102/B |
| Japonia       | 14 aprilie 2010 | CD                                                              | AVCD-38103   |
| Taiwan        | 16 aprilie 2010 |                                                                 |              |
| Hong Kong     | 19 aprilie 2010 | CD+DVD - Presa inițială in ediție limitată: ALBUM CU POZE (36P) | AAJCD-20068D |
| Hong Kong     | 19 aprilie 2010 | CD                                                              |              |
| Coreea de Sud | 26 aprilie 2010 |                                                                 |              |

## Topuri și certificări
| Clasament                     | Poziția de vârf | Vânzările totale | Durată       |
| ----------------------------- | --------------- | ---------------- | ------------ |
| Clasamentul Oricon Zilnic     | 1               | 85,142           | 21 săptămâni |
| Clasamentul Oricon Săptămânal | 1               | 205,058          | 21 săptămâni |
| Clasamentul Oricon Lunar      | 2               | 272,394          | 21 săptămâni |
| Clasamentul Oricon Anual      | 21              | 318,454          | 21 săptămâni |
| Oricon - vânzări totale       |                 | 320,300          | 21 săptămâni |

| Țară    | Furnizor | Certificări |
| ------- | -------- | ----------- |
| Japonia | RIAJ     | Platina     |

### Singleuri
| Dată              | Titlu                           | Poziția de vârf | Săptămâni    | Vânzări |
| ----------------- | ------------------------------- | --------------- | ------------ | ------- |
| 12 august 2009    | "Sunrise / Sunset: Love is All" | 1               | 11 săptămâni | 110,169 |
| 29 decembrie 2009 | "You Were... / Ballad"          | 1               | 13 săptămâni | 118,249 |

Vânzări totale de singleuri: 228,418

Vânzări totale de singleuri & album: 548,718